# Bisdom Khandwa
Het bisdom Khandwa (Latijn: Dioecesis Khandvaensis) is een rooms-katholiek bisdom met als zetel Khandwa, in India. Het bisdom is suffragaan aan het aartsbisdom Bhopal. 

## Geschiedenis
Het bisdom werd opgericht op 3 februari 1977, uit delen van het bisdom Indore. 

## Parochies
Het bisdom had in 2021 een oppervlakte van 24.000 km2 en telde 5.107.186 inwoners waarvan 0,8% rooms-katholiek was.

## Bisschoppen
- Abraham Viruthakulangara (4 maart 1977 - 17 januari 1998)
- Leo Cornelio (3 juni 1999 - 15 juni 2007)
- Alangaram Arockia Sebastian Durairaj (11 mei 2009 - 4 oktober 2021)
- Augustine Madathikunnel (17 februari 2024 - heden; administrator sinds oktober 2021)

Bhopal (aartsbisdom) · Gwalior · Indore · Jabalpur · Jhabua · Khandwa · Sagar (Syro-Malabar) · Satna (Syro-Malabar) · Ujjain (Syro-Malabar)